# Coupe de France de rugby à XV

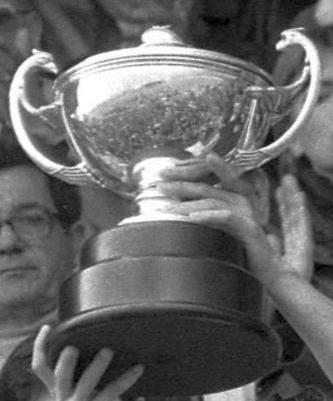
Le trophée de la Coupe de France de rugby, entre 1984 et 1986.

La Coupe de France de rugby à XV a connu plusieurs périodes d'applications toutes différentes.

## Histoire

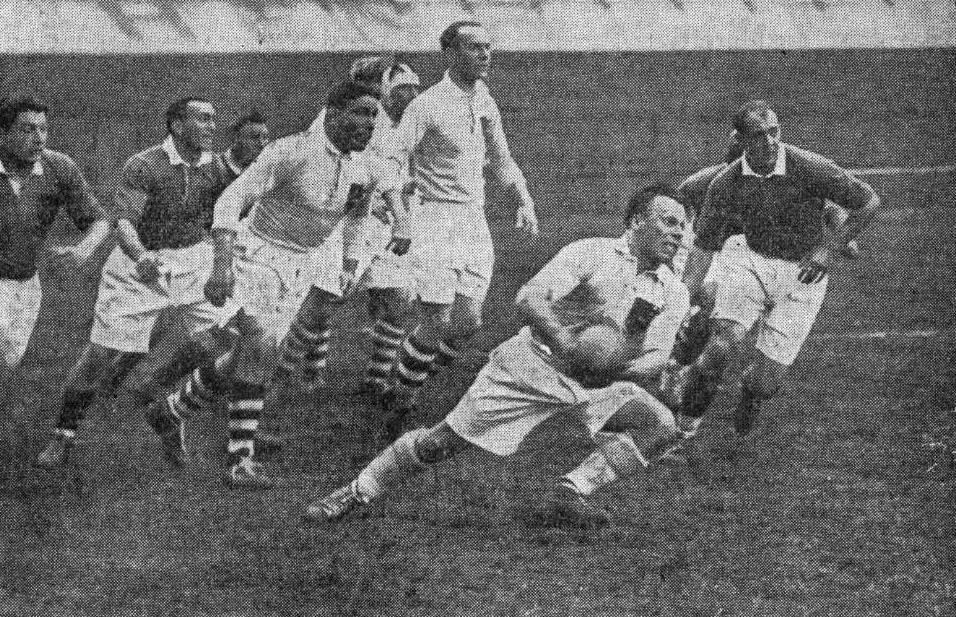
Finale de la Coupe nationale en 1937 : victoire du Languedoc-Roussillon (foncé) sur la Côte basque (en blanc, ici le talonneur Ainciart à l'attaque).

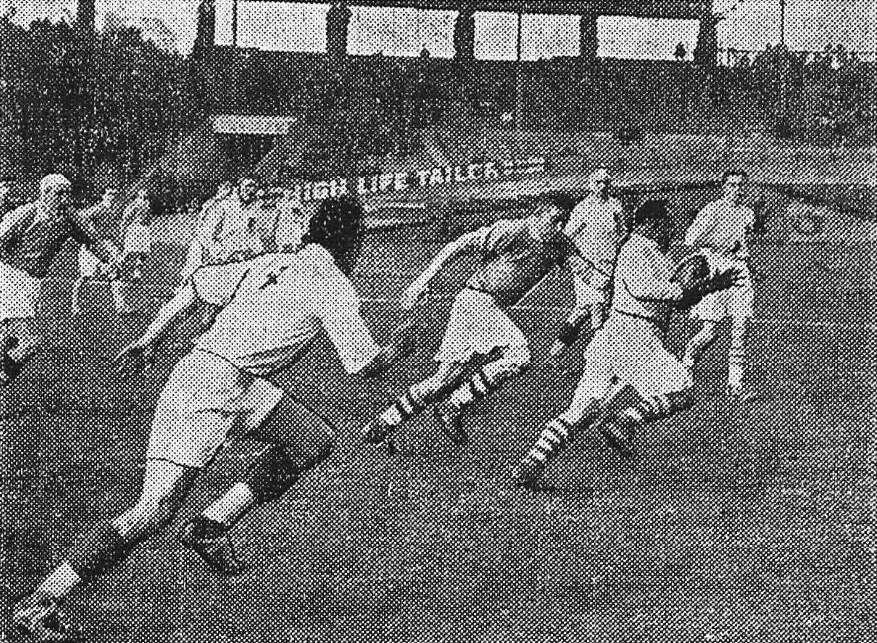
Finale de la Coupe nationale en 1938 : Pyrénées Bigorre bat Côte basque.

La coupe fut créée en 1937 et jouée par des équipes régionales jusqu'en 1944, pour éviter l'esprit de club. La compétition s'appelait alors Coupe nationale et était dotée d'une coupe offerte par Madame Failliot, pour faire perdurer le souvenir de son mari, joueur de rugby du Racing Club de France mort en 1935, sous le nom de challenge Pierre-Failliot,. La Seconde Guerre mondiale conduisit dans un premier temps à la suspension de l'épreuve, puis elle reprit, désormais entre clubs, après une éphémère tentative de renouveau régionale en 1943 et 1944 en zone libre (en même temps que la nouvelle formule du championnat de France durant la guerre). Environ 200 clubs sont inscrits et se rencontrent dans des matchs à élimination directe, les meilleures équipes de 1re division faisant leur entrée lors des derniers tours. À l'image du déroulement de la coupe de France de football, la popularité est considérable en France.
Les finales se succéderont de façon irrégulière entre les deux capitales du Sud-ouest, Toulouse et Bordeaux.
À la suite des incidents lors de la finale de 1951, la Fédération anglaise, inquiète de l'image donnée du rugby, demande à la FFR de suspendre cette compétition. Alfred Eluère, le président de la FFR s'exécutera (la France venant tout juste de réintégrer le Tournoi des Cinq Nations quatre ans auparavant), au prétexte d'un calendrier annuel trop chargé pour les clubs (le championnat est d'ailleurs désormais joué par matches simples la même année). La décision est adoptée lors du 26e congrès de la FFR, tenu le 30 juin 1951 à Brive-la-Gaillarde. Moins médiatique, le challenge Yves du Manoir prit le relais dès la saison suivante, après 13 années d'absence.
Cependant, en 1979, une compétition opposant les clubs éliminés après les poules de 10 de première division (groupes A et B) reprend la dénomination Coupe nationale.
Sous l'impulsion d'Albert Ferrasse, l'épreuve renaît de ses cendres en 1983, pour trois saisons, alors que le challenge du Manoir est maintenu. Le principe des éliminations directes est conservé. Un taux de fréquentation trop bas des stades — et une surcharge effective du calendrier — auront de nouveau raison de l'épreuve « maudite ».
En 1996, l'épreuve « ressuscite » une deuxième fois, succédant à un Challenge Yves du Manoir en perte de vitesse. Le vainqueur brandit néanmoins encore le Trophée Du-Manoir en guise de « Coupe de France » jusqu’en 2000.
Les Toulousains Yves Bergougnan et Robert Barran ont remporté la coupe de France à trois reprises, avec deux clubs toulousains différents. Yves Bergougnan a été finaliste de quatre éditions.
Les trois frères Alphonse, André, et Alban Moga l'ont remportée ensemble, en 1949 avec le CA Bègles.
Au total, 20 éditions — par clubs — de cette coupe auront été disputées.
À partir de la saison 2011-2012, la FFR a décidé de lancer la première Coupe de France de Rugby à 7. L'objectif avoué est que l'équipe de France soit compétitive dès les Jeux olympiques de Rio.

## Palmarès

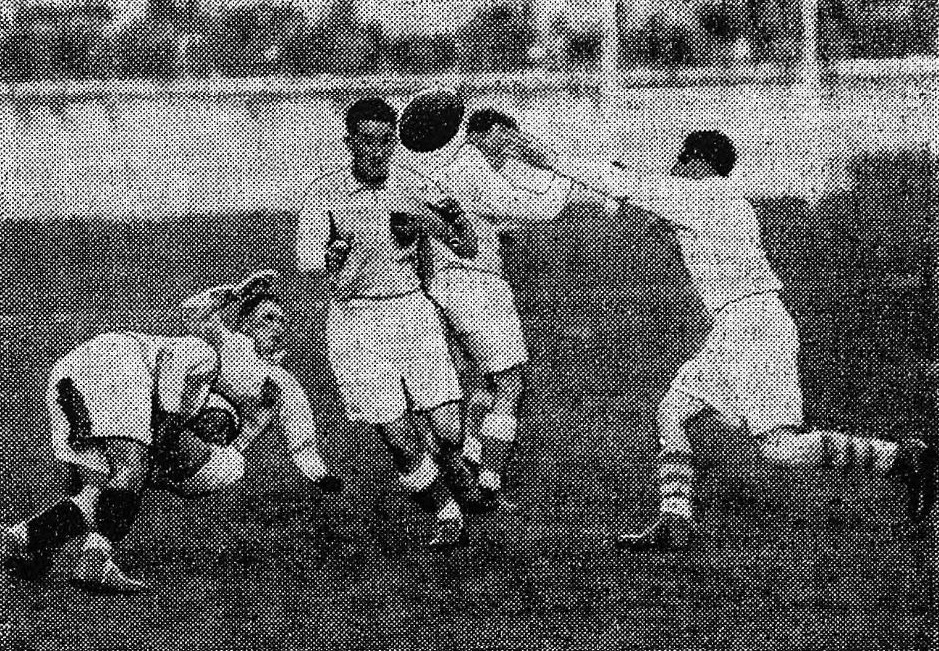
Finale de la Coupe nationale en 1939 au Parc des Princes : Pyrénées Bigorre contre Côte basque.

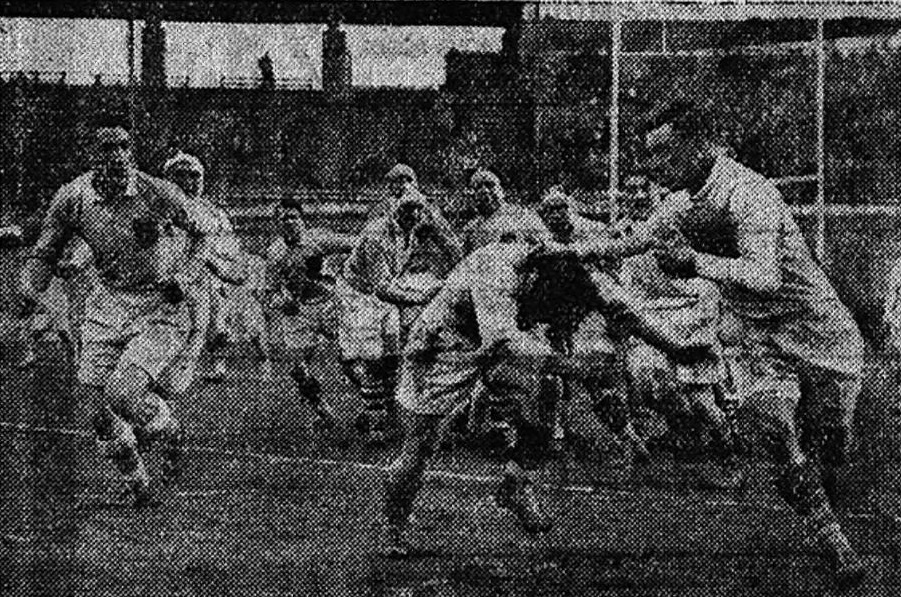
Finale de la Coupe nationale en 1939 : le demi pyrénéen (en blanc) à l'attaque.

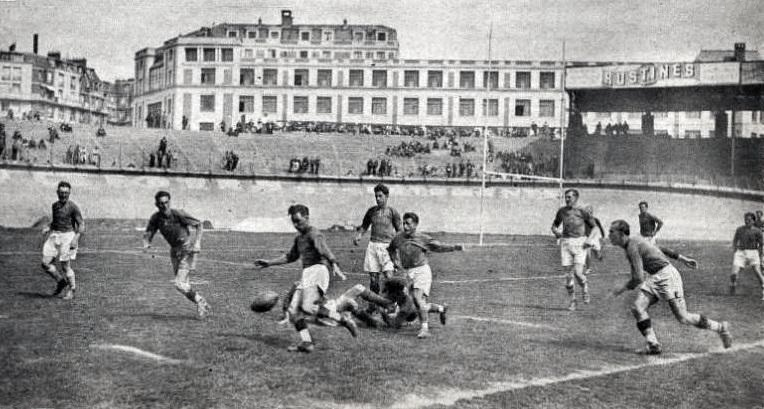
Avant-dernière finale de la Coupe nationale en 1943 : Languedoc-Roussillon contre Bourgogne-Franche-Comté au Parc des Princes.

### De 1937 à 1944
La compétition est jusque-là réservée aux équipes régionales et dénommée Coupe nationale.
| Date            | Vainqueur                                     | Score                                         | Finaliste                                     | Lieu                                          |
| --------------- | --------------------------------------------- | --------------------------------------------- | --------------------------------------------- | --------------------------------------------- |
| 29 mars 1937    | Languedoc-Roussillon                          | 10 – 5                                        | Côte basque                                   | Parc des Princes, Paris                       |
| 27 février 1938 | Pyrénées Bigorre                              | 14 – 10                                       | Côte basque                                   | Parc des Princes, Paris                       |
| 12 mars 1939    | Pyrénées Bigorre                              | 14 – 8                                        | Côte basque                                   | Parc des Princes, Paris                       |
| 1940            | Pas de compétition (Seconde guerre mondiale), | Pas de compétition (Seconde guerre mondiale), | Pas de compétition (Seconde guerre mondiale), | Pas de compétition (Seconde guerre mondiale), |
| 4 mai 1941      | Nord                                          | 8 – 8                                         | Sud                                           | Parc des Princes, Paris                       |
| 26 avril 1942   | Côte d'Argent                                 | 11 – 6                                        | Littoral-Provence                             | Stade Jean Bouin, Paris                       |
| 25 avril 1943   | Languedoc-Roussillon                          | 22 – 5                                        | Bourgogne-Franche-Comté                       | Parc des Princes, Paris                       |
| 10 avril 1944   | Languedoc-Roussillon                          | 14 – 3                                        | Côte basque Béarn                             | Toulouse                                      |

### De 1943 à 2000
| Date          | Vainqueur                                                               | Score                                                                   | Finaliste                                                               | Lieu                                                                    | Spectateurs                                                             |
| ------------- | ----------------------------------------------------------------------- | ----------------------------------------------------------------------- | ----------------------------------------------------------------------- | ----------------------------------------------------------------------- | ----------------------------------------------------------------------- |
| 2 mai 1943    | SU Agen                                                                 | 11 – 4                                                                  | Stade bordelais UC                                                      | Parc Lescure, Bordeaux                                                  |                                                                         |
| 7 mai 1944    | Toulouse olympique                                                      | 19 – 3                                                                  | Stade bordelais UC                                                      | Parc Lescure, Bordeaux                                                  |                                                                         |
| 13 mai 1945   | SU Agen                                                                 | 14 – 13                                                                 | AS Montferrand                                                          | Stadium municipal, Toulouse                                             |                                                                         |
| 11 mai 1946   | Stade toulousain                                                        | 6 – 3                                                                   | Section paloise                                                         | Parc Lescure, Bordeaux                                                  |                                                                         |
| 17 mai 1947   | Stade toulousain                                                        | 14 – 11                                                                 | AS Montferrand                                                          | Parc Lescure, Bordeaux                                                  |                                                                         |
| 30 mai 1948   | Castres olympique                                                       | 6 – 0                                                                   | FC Lourdes                                                              | Parc Lescure, Bordeaux                                                  |                                                                         |
| 11 juin 1949  | CA Bègles                                                               | 11 – 6                                                                  | Stade toulousain                                                        | Parc Lescure, Bordeaux                                                  |                                                                         |
| 11 juin 1950  | FC Lourdes                                                              | 16 – 3                                                                  | AS Béziers                                                              | Stadium municipal, Toulouse                                             |                                                                         |
| 2 juin 1951   | FC Lourdes                                                              | 6 – 3                                                                   | Stadoceste tarbais                                                      | Parc Lescure, Bordeaux                                                  |                                                                         |
| 1952-1983     | Pas de compétition (rétablissement du Challenge Yves du Manoir en 1952) | Pas de compétition (rétablissement du Challenge Yves du Manoir en 1952) | Pas de compétition (rétablissement du Challenge Yves du Manoir en 1952) | Pas de compétition (rétablissement du Challenge Yves du Manoir en 1952) | Pas de compétition (rétablissement du Challenge Yves du Manoir en 1952) |
| 24 avril 1984 | Stade toulousain                                                        | 6 – 0                                                                   | FC Lourdes                                                              | Stadium municipal, Toulouse                                             |                                                                         |
| 14 avril 1985 | RC Narbonne                                                             | 28 – 27                                                                 | Stade toulousain                                                        | Stade Albert-Domec, Carcassonne                                         |                                                                         |
| 1er juin 1986 | AS Béziers                                                              | 40 – 9                                                                  | Stade aurillacois                                                       | Stade Pierre-Antoine, Castres                                           | 5000                                                                    |
| 1987-1996     | Pas de compétition                                                      | Pas de compétition                                                      | Pas de compétition                                                      | Pas de compétition                                                      | Pas de compétition                                                      |
| 26 avril 1997 | Section paloise                                                         | 13 – 11                                                                 | CS Bourgoin-Jallieu                                                     | Stade Nicolas-Kaufmann, Nîmes                                           | 15732                                                                   |
| 6 juin 1998   | Stade toulousain                                                        | 22 – 15                                                                 | Stade français CASG                                                     | Stade Charlety, Paris                                                   | 12000                                                                   |
| 5 juin 1999   | Stade français CASG                                                     | 27 – 19                                                                 | CS Bourgoin-Jallieu                                                     | Saint-Étienne                                                           | 22000                                                                   |
| 1er juin 2000 | Biarritz olympique                                                      | 24 – 13                                                                 | CA Brive                                                                | Bordeaux                                                                | 17500                                                                   |

## Bilan
| Club                | Victoire(s) | Premier(s) - Dernier(s) | Finale(s) perdue(s) | Première(s) - Dernière(s) |
| ------------------- | ----------- | ----------------------- | ------------------- | ------------------------- |
| Stade toulousain    | 4           | 1946-1998               | 2                   | 1949-1985                 |
| FC Lourdes          | 2           | 1950-1951               | 2                   | 1948-1984                 |
| SU Agen             | 2           | 1943-1945               | 0                   | -                         |
| AS Béziers          | 1           | 1986                    | 1                   | 1950                      |
| Section paloise     | 1           | 1997                    | 1                   | 1946                      |
| Stade français CASG | 1           | 1999                    | 1                   | 1998                      |
| Biarritz olympique  | 1           | 2000                    | 0                   | -                         |
| Toulouse olympique  | 1           | 1944                    | 0                   | -                         |
| Castres olympique   | 1           | 1948                    | 0                   | -                         |
| CA Bègles           | 1           | 1949                    | 0                   | -                         |
| RC Narbonne         | 1           | 1985                    | 0                   | -                         |
| Biarritz olympique  | 1           | 2000                    | 0                   | -                         |
| Stade bordelais UC  | 0           | -                       | 2                   | 1943-1944                 |
| AS Montferrand      | 0           | -                       | 2                   | 1945-1947                 |
| CS Bourgoin-Jallieu | 0           | -                       | 2                   | 1997-1999                 |
| Stadoceste tarbais  | 0           | -                       | 1                   | 1951                      |
| Stade aurillacois   | 0           | -                       | 1                   | 1986                      |

## Statistiques

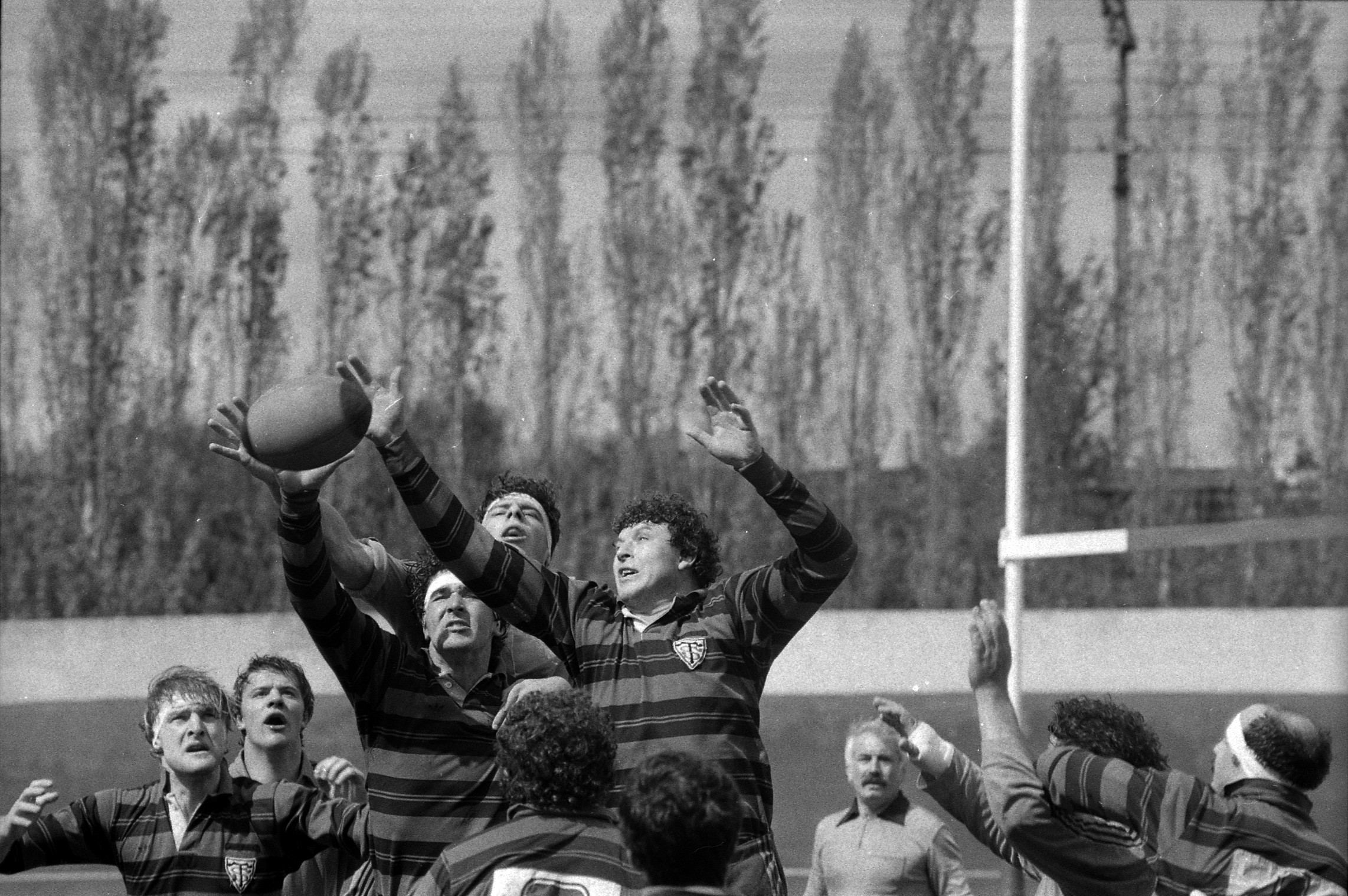
Finale de Coupe de France 1985 : RC Narbonne vs Stade Toulousain.

- Plus grand nombre de victoires par joueurs : Yves Bergougnan et Robert Barran
- Plus grand nombre de victoires en finale : 4 victoires du Stade toulousain
- Plus grand nombre de participations à une finale : 6 participations du Stade toulousain
- Victoire la plus large en finale : 31 points (AS Béziers 40-9 Stade aurillacois en 1986)
- Plus grand nombre de points marqués en finale : 55 points (RC Narbonne 28-27 Stade toulousain en 1985)
- Victoire la moins large en finale : 1 point (RC Narbonne 28-27 Stade toulousain en 1985) et (SU Agen 14-13 AS Montferrand en 1945)
- Plus petit nombre de points marqués en finale : 6 points (Castres olympique 6-0 FC Lourdes en 1948) et (Stade toulousain 6-0 FC Lourdes, en 1984)